# 洛杉磯紀念體育場
洛杉矶纪念体育场（英語：Los Angeles Memorial Coliseum）是位於美國加利福尼亞州洛杉磯大學公園內的一座大型室外體育場館，是世界上唯一将作為三屆夏季奧林匹克運動會（分別是1932年、1984年奧運會及2028年奧運會）主場館的體育場。此外，場館亦曾經兩度主辦超級盃決賽（分別是1967年及1973年）。
場館於1984年7月27日（即1984年夏季奧林匹克運動會開幕翌日）被定為美國國家歷史地標。現時場館擁有權屬於加利福尼亞州政府，由洛杉磯紀念體育場委員會負責管理。2018年1月29日由联合航空冠名为“联合航空纪念体育场”（United Airlines Memorial Coliseum），2019年改为“洛杉矶纪念体育场联合航空球场”（United Airlines Field at the Los Angeles Memorial Coliseum）。

## 現時用途
場館現時最多可以容納92516名觀眾，為南加大特洛伊隊的主場，而南加州大學大部分的運動比賽，尤其與洛杉磯加利福尼亞大學及聖母大學的對賽，都會在此場館舉行。場館亦會出租舉辦大型國際足球比賽、音樂會及其他大型戶外活動。2008年3月29日，115300名觀眾入場觀看洛杉磯道奇與波士頓紅襪的表演賽，突破了美國職棒大聯盟的入場紀錄。

### 奧運火炬塔

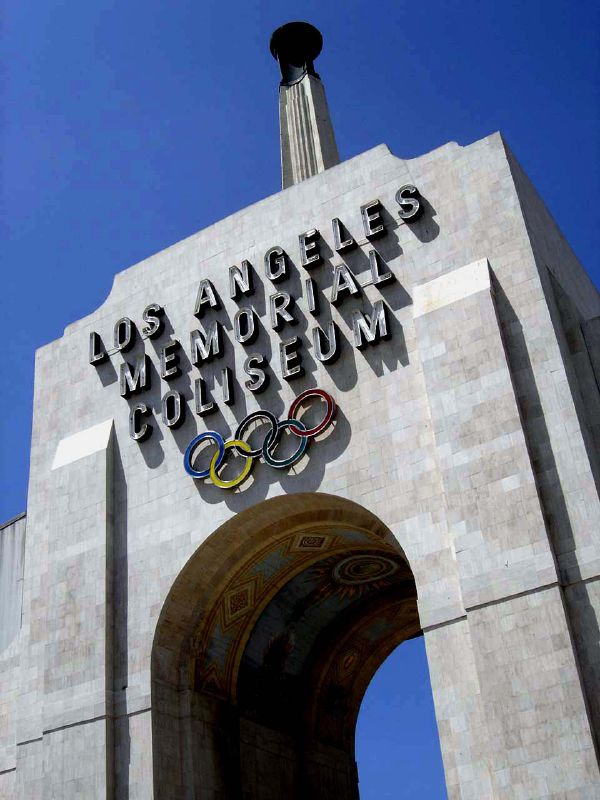
入口及聖火台

與其他奧運主場館不同，曾點燃兩屆奧運聖火的火炬塔仍然聳立於場館內，並在南加州大學美式足球比賽的第四節、奧運於其他城市舉辦期間、及一些特別場合等燃點。2001年，為了哀悼911事件的死難者，聖火點燃逾一星期；2004年，聖火為哀悼已故美國總統朗奴·列根而點燃一週，他亦是宣佈1984年夏季奧林匹克運動會揭幕的國家元首；2005年，聖火為哀悼已故教宗若望·保祿二世而再度燃起，同時亦紀念他於1987年訪問洛杉磯期間曾經到此場館參觀。
如果没有其他更佳的方案，预计火炬塔会在2028年奥运会期间再次点火。

## 歷史

### 建築及設施

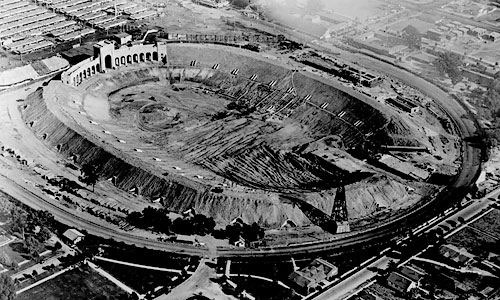
1922年興建中的洛杉磯紀念體育場

洛杉磯紀念體育場於1921年被倡議興建，以紀念第一次世界大戰的退伍軍人（1968年改訂為紀念所有戰爭的退伍軍人）。1921年12月21日舉行官方動工儀式，並於1923年5月1日落成啟用。場館由柏金遜父子（John and Donald Parkinson）設計，耗資$954873美元興建。啟用時共有76000個座位，為當時洛杉磯最大的體育場館。為迎接1932年夏季奧林匹克運動會，場館的觀眾座位增至101564席，並在場館東側加建了火炬塔，大門亦加上奧運五環的標誌。場館南側設有記者席，南北兩緣分別建有兩座燈光樓。1937年，場館裝置了全國首個電子計分板，此計分板於1972年被取代，1983年更裝置新的電子計分板及大型電視螢幕。1956年在列柱廊末端安裝了時鐘及溫度計。位於東側的列柱廊為記載場館歷史盛事與參與者的場所，包括刻有1932年及1984年奧運金牌得主的完整名錄。
位於入口處放置了一對真人比例，重逾9000公斤，名為「奧林匹克之門」的裸體男女運動員銅像，由雕刻家羅伯特·葛理翰（Robert Graham）為1984年夏季奧林匹克運動會製作。銅像的造型分別取材自參與是屆奧運的水球運動員特里·施罗德（Terry Schroeder）及蓋亞那跳遠運動員詹尼佛·因妮斯（Jennifer Innis）。
多年來，場館都足以容納10萬名觀眾，在1984年奧運期間大致維持90500個觀眾席。在1960年代至1970年代，將運動場移往場館末端，球門區設置在列柱廊的做法相當普遍，這樣安排使觀眾席減至71500席。為迎接1984年奧運，新跑道及田賽場永久安裝在場館內，然而觀眾席數量鉅大卻造成主場球隊洛杉磯突襲者的困擾，由於國家美式足球聯盟規定除非門票於開賽前72小時售罄，否則不容許主場球賽透過本地電視台直播，這樣使得大多數主場賽事往往因為門票過剩而無法在本地直播。
此外，場館跑道與看台之間相對地採用較淺的設計，因此設於球門區的觀眾席與賽場的距離就相對其地美式足球場遠得多。為了提升場館整體質素，洛杉磯突襲者耗資1千5百萬美元在1993年球季之前進行了以下改善工程：
- 賽場被降低約11米，跑道改為14排的新觀眾席，使得第一排觀眾席貼近了球場；
- 在東側邊線及列柱之間安裝可拆式座位，在舉辦演唱會期間可以拆掉以騰出空間；
- 現代化的貯物室及洗手間；
- 露天看臺座位改為獨立設計。

此外，在主場比賽期間，一些門票不易出售的座位將會被帆布掩蓋，使觀眾席數量減至65000個。這些轉變是場館分階段進行改建工程的第一期，最終目標是使洛杉磯紀念體育場改建為有兩層觀眾席夾樓的美式足球場館。然而，1994年洛杉磯大地震後，改建工程的預算被暫緩執行，優先為場館進行維修工程，洛杉磯突襲者轉為於1995年球季前遷往奧克蘭-阿拉米達體育場（McAfee Coliseum）。而場館最後的維修項目是1995年完成改建的記者專廂。

### 主辦盛事

#### 1920年代至1940年代
1923年10月6日，洛杉磯紀念體育場揭幕戰由南加大與珀莫納學院（Pomona College）兩支美式足球隊對決，佔有主場之利的南加大以23-7勝出。其後，南加大特洛伊協議所有主場賽事選址於洛杉磯紀念體育場進行。在1928年至1982年期間，洛加大熊隊亦以此作為主場，兩支隊伍多年來亦舉辦挑戰賽，當這兩支球隊同時在此場館對陣，主隊球迷就會集中於場館的北面，客隊球迷就會集中於南面。
在1932年，此場館作為1932年夏季奧林匹克運動會的主場館，舉行開幕、閉幕儀式及田徑項目。是屆奧運有多項創舉：首次把奧運會比賽週期縮短至16天、首次設置奧運村、首次有正式的頒獎儀式、首次引進電子自動計時，同時還設立了終點影像的照相機。由於是屆奧運會並未設聖火傳遞活動，聖火台於美國副總統查爾斯·柯蒂斯宣佈開幕後自行燃點，並沒有運動員燃點主火炬的儀式。
克里夫蘭公羊於1946年球季遷往洛杉磯，並以此場館作為主場，更名為洛杉磯公羊，然而球隊再度遷出，最後於1995年搬遷到聖路易斯。全美美式足球聯會的球隊洛杉磯紳士於1946年至1949年間以本場館作為主場。

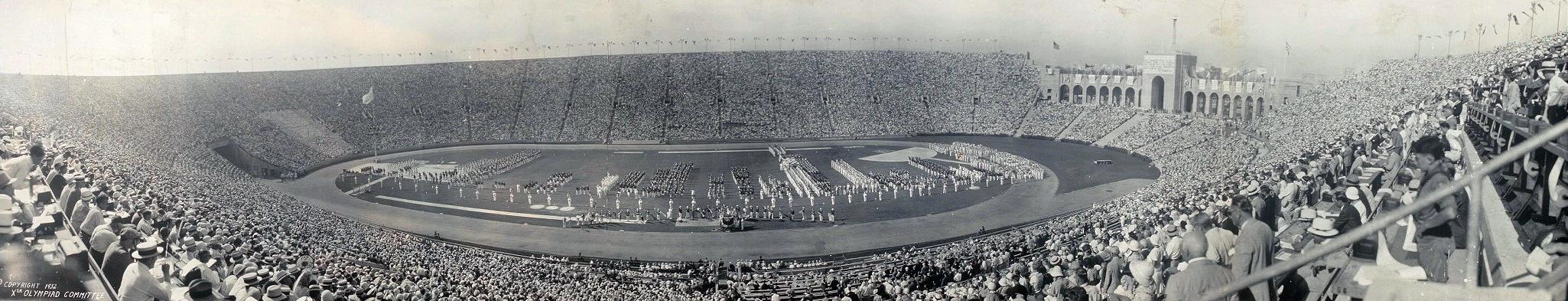
洛杉磯紀念體育場於1932年夏季奧林匹克運動會期間首次作為奧運主場館

#### 1950至1960年代
洛杉磯公羊隊分別於1949年、1951年及1955年在此場館主辦國家美式足球聯盟決賽，場館亦是1967年第一屆超級碗的主辦場地，1973年再度成為該賽事的舉辦場地。1951年至1972年及1979年球季的職業碗賽事，亦在洛杉磯紀念體育場舉辦。1960年，美國美式足球聯盟的洛杉矶闪电在此場館上演告別戰，其後遷往聖地牙哥。
此時，場館舉辦的賽事再不侷限於美式足球，亦是棒球比賽的黃金時代。1958年，美國職棒大聯盟的洛杉磯道奇隊遷入作為主場，直到該隊於1962年球季遷往新建的道奇體育場為止。顯然，賽場的橢圓形設計並不適合進行棒球比賽，賽場僅僅勉強容納一個標準棒球場（其左外野僅251呎，勉強符合最低標準（250呎）），觀眾席的視野與一般棒球場不一樣，有些座位甚至與本壘相距達710呎。一壘幾乎沒有界外區，但三壘界外區就過於寬廣。大聯盟執行長福特·弗立克（Ford Frick）其後命令道奇隊在賽場左側安裝圍網，圍柵加高至42呎，以避免誤判全壘打。福特·弗立克原建議道奇隊在看台台建另一塊隔板，與本壘相距333呎，若果擊球往左邊並越過兩塊隔板就視之為全壘打；若僅能擊到第一塊隔板，則會被判定為場外二壘打。然而，由於州政府的地震法規所限，第二隔板的建議被否決。由於無法迫使道奇隊解決問題，大聯盟其後通過規則第1.04款，規定1958年6月1日以後建成的棒球場，必須在每條邊線下方最少保留325呎的距離。同時，福特·弗立克於1961年亦拒絕了洛杉磯天使使用洛杉磯紀念體育場作為主場的要求（這項規則直至1992年金鶯公園啟用才宣告打破（其右外野僅318呎））。
1959年球季，國家聯盟的旗幟登上了場館的看板。密爾瓦基勇士與道奇隊於1959年9月15日的歷史性對決，勇士的艾達·科特（Joe Adcock）擊球雖然過了看板，卻卡在鋼架與圍網之間。根據球例應該判定為全壘打，但裁判僅判定為場外二壘打。有球迷隨即搖動看板，讓球掉進觀眾席上。裁判於是在本壘召集球員協商，但維持場外二壘打的判決，艾達·科特不滿誤判而憤然離場。道奇與勇士經過9局平手後，於第10局取得勝利。由於道奇與勇士在常規球季結束時平手，此戰勝出使得道奇隊晉身1959年的世界大賽。若然艾達·科特的打擊被判定為全壘打的話，賽果將可能南轅北轍。
儘管洛杉磯紀念體育場並不適合作為棒球場，而且更衣室為滿足美式足球需要而設計，棒球比賽來說則過於寬大，但場館無可否認具備容納大量觀眾的優勢，1959年世界大賽平均每場有92706名球迷進場，成為是項賽事最高入場紀錄。1959年5月舉行的道奇隊與紐約洋基隊表演賽錄得93103人的入場紀錄，這個「西半球最多觀眾的棒球表演賽」人數記錄直到2008年道奇隊對波士頓紅襪的表演賽才得以打破。場館亦於1959年舉辦第二場美國職棒大聯盟明星賽。
1960年，約翰·甘迺迪於洛杉磯紀念體育場舉行的美國民主黨全國黨代表大會，發表題為新領域（New Frontier）的著名演說。

#### 1970至1980年代

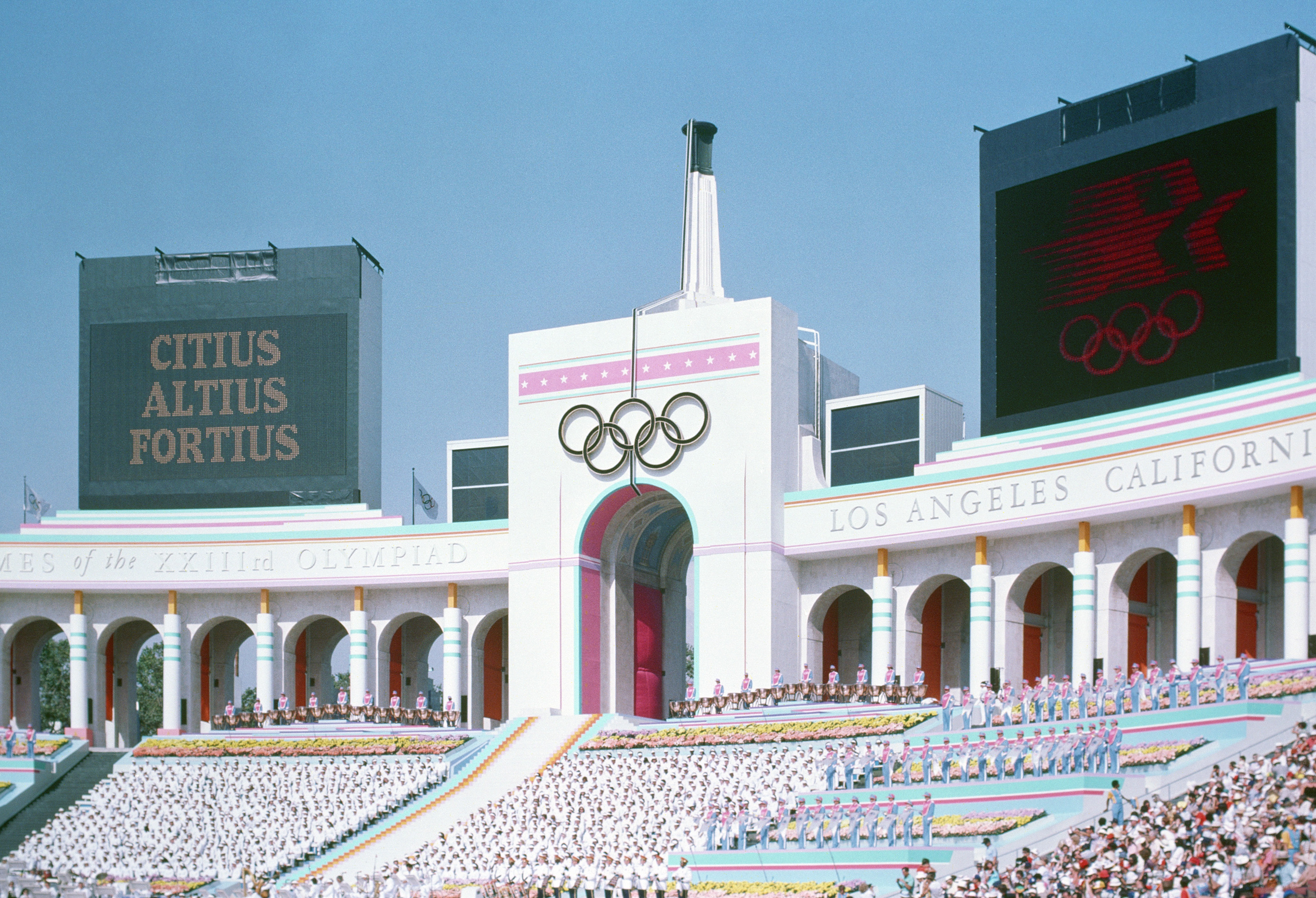
正舉行1984年夏季奧林匹克運動會開幕禮的洛杉磯紀念體育場

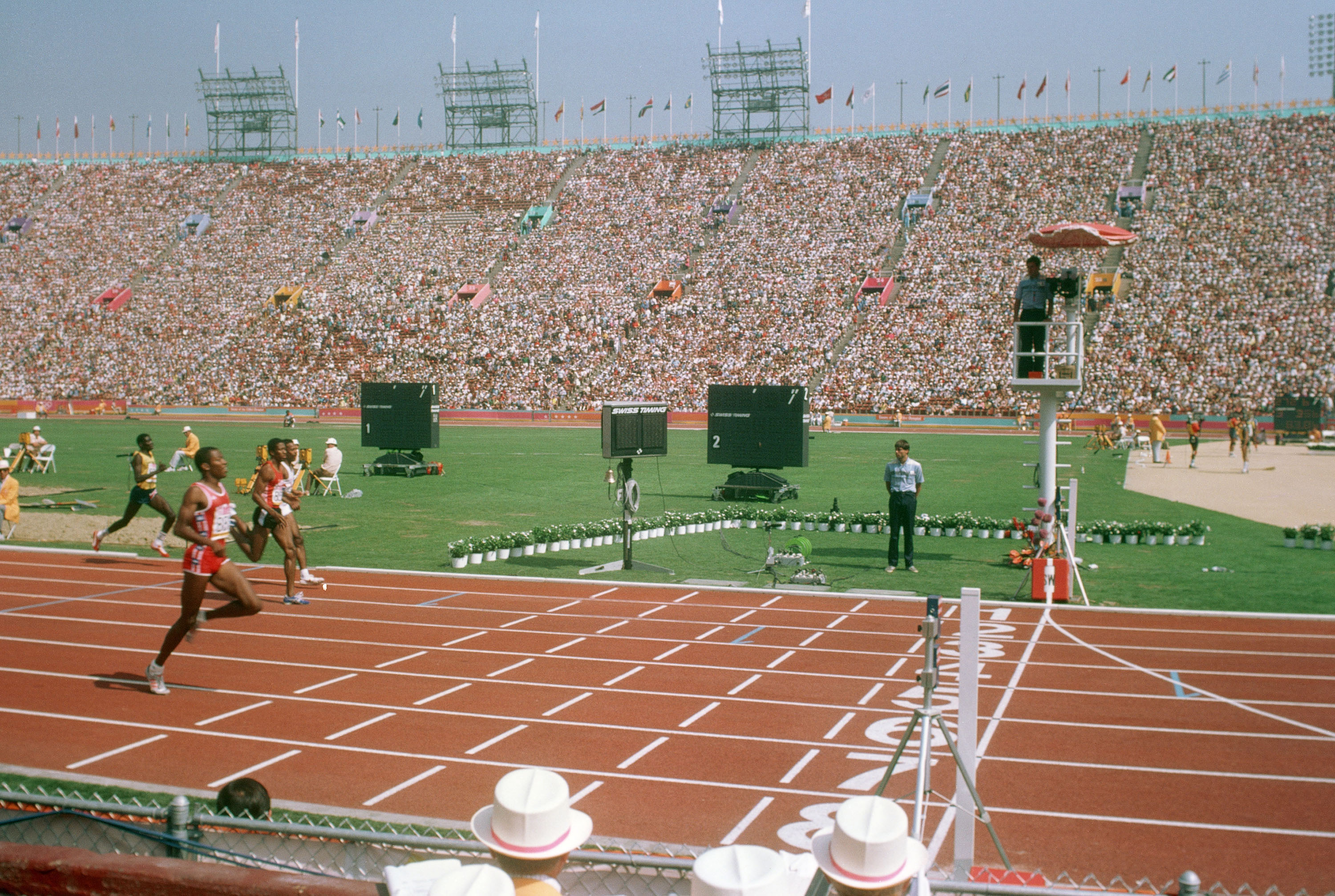
1984年夏季奧林匹克運動會在洛杉磯紀念體育場進行的男子四百米徑賽

1972年7月，場館首次舉辦越野電單車（Motocross）超級碗賽事。1983年至1985年，場館作為美國美式足球聯盟隊伍洛杉磯特快（Los Angeles Express）的主場，成為美式足球史上最悠久的專業美式足球場。

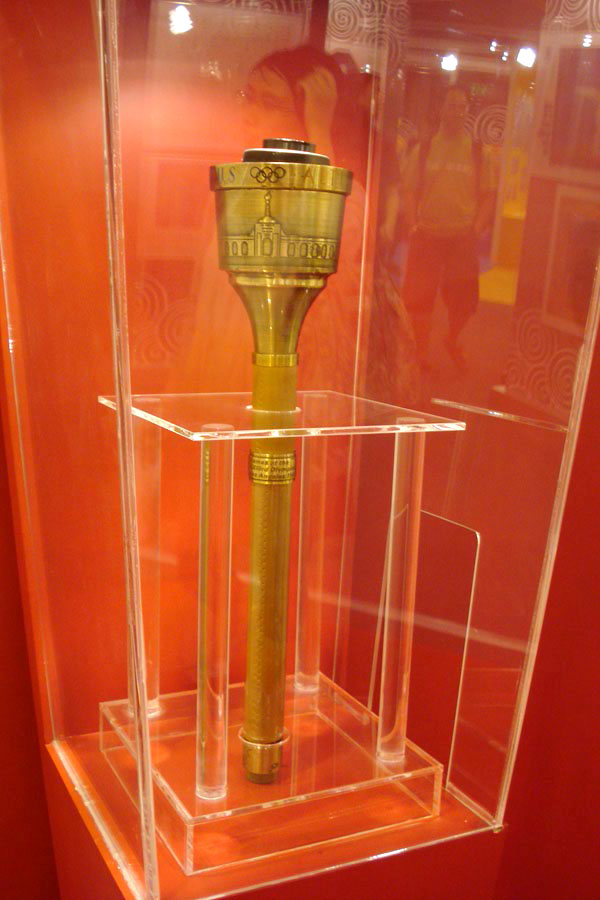
1984年夏季奧林匹克運動會聖火傳送的火炬上，刻有洛杉磯紀念體育場的外觀

1982年，襲擊者隊遷入場館。洛杉磯加利福尼亞大學熊隊同年決定遷出洛杉磯紀念體育場，遷往玫瑰碗球場。場館於同年首次舉辦，亦是美國唯一一次舉辦世界速道錦標賽個人決賽。
1984年夏季奧林匹克運動會選址洛杉磯紀念體育場舉辦，使之再次成為奧運會開幕、閉幕儀式及田徑項目的主場館。此場館見證了美國田徑運動員卡爾·劉易斯獲得男子100米、男子200米（刷新奧運會紀錄）、男子跳遠和男子4X100米接力（刷新世界紀錄）4枚金牌；摩洛哥的納瓦爾·穆塔瓦基爾獲得女子400米跨欄金牌，成為穆斯林國家和非洲國家中首位在奧運會奪冠的女運動員；美國運動員史蘭尼在女子3000米與對手撞跌而失去奪金機會等重要時刻。與1932年夏季奧林匹克運動會聖火「自燃」方式不同，是屆奧運聖火由十項全能運動員拉斐爾·約翰遜（Rafer Johnson）手持火炬點燃場館入口的五環標誌，聖火通過引道到達火炬台。
搖滾樂團黑色安息日於1980年7月26日舉行此場館首次售票音樂會。美國重金屬樂隊范·海倫於1988年亦於場館成功舉辦巡迴演唱會。其他在此場館舉辦演唱會的知名巨星及樂團，包括：布魯斯·斯普林斯廷、滾石樂團、誰人樂團、平克·佛洛伊德等。

#### 1990至2000年代

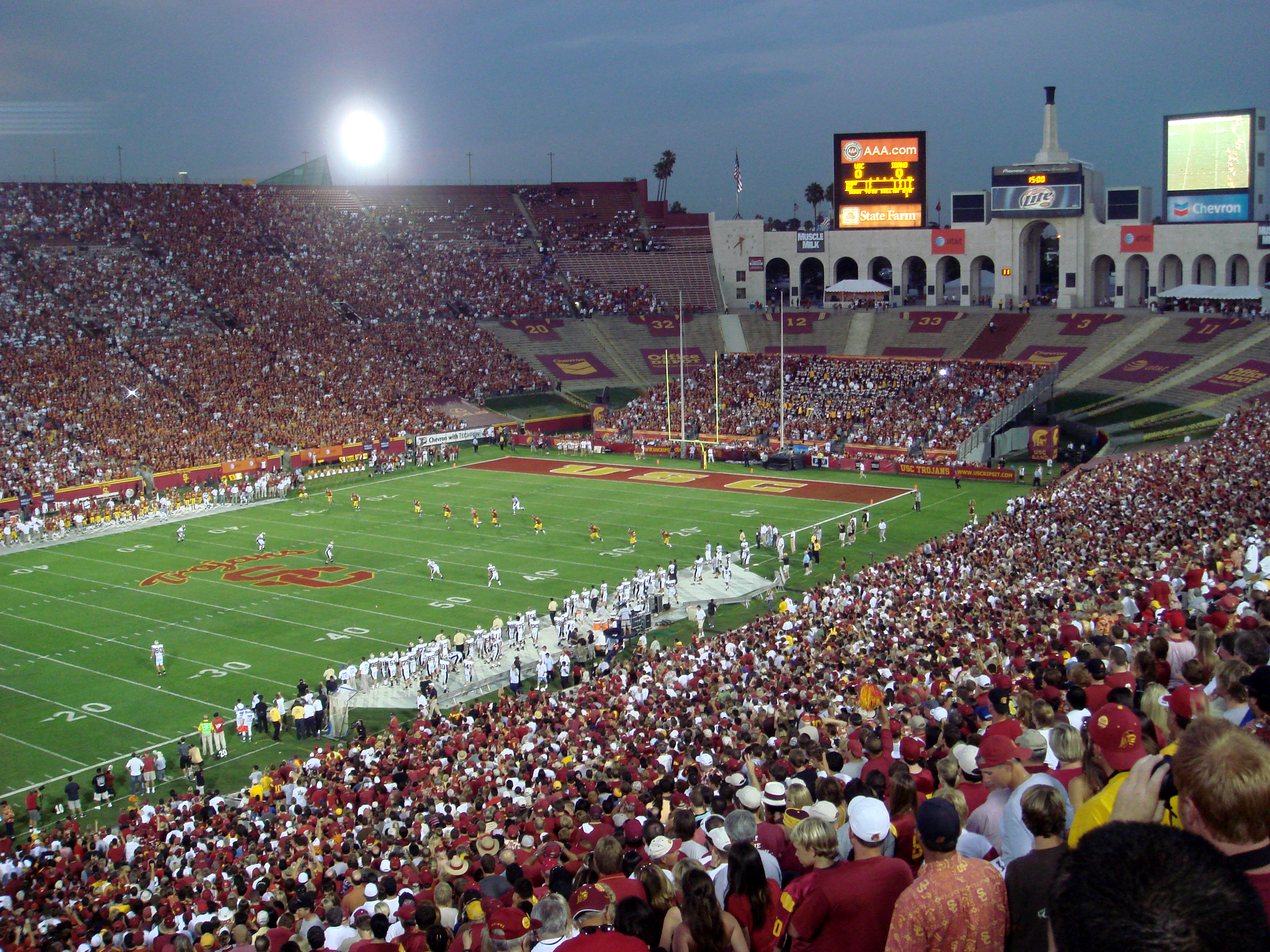
2007年1月舉行的南加大特洛伊隊主場賽事

1995年球季，洛杉磯突擊者隊遷回奧克蘭，場館因此再沒有職業美式足球隊駐紮。反之，場館主辦了多場重要足球賽事，包括1991年美洲金盃決賽、1996年及1998年美洲金盃決賽，以及2000年美洲金盃預賽。場館亦舉辦Dynamite!! USA綜合格鬥賽事，主辦者宣稱有54000名觀眾入場，並刷新了美國綜合格鬥賽事的入場紀錄，然而官方統計的數字僅為20000至30000人左右。
為慶祝道奇隊進駐西岸五十周年，道奇隊於2008年再次舉辦表演賽，對手是世界大賽冠軍波士頓紅襪。次場賽事在2008年3月29日舉行於此場館舉行，由波士頓紅襪以7-4贏出，跟1959年與紐約洋基表演賽一樣敗於客隊。正如前文所述，場館舉行棒球比賽時以看板作為判定全壘打的標準，由於是表演賽的關係，只要擊球打到60米高的臨時看板仍視為全壘打，整個賽事共有兩名打者擊球越過看板。賽事為慈善機構ThinkCure!籌得近100萬美元的善款，亦打破了1956年夏季奧林匹克運動會美國對澳洲的棒球示範項目賽事的入場紀錄，以115,300名觀眾人數成為吉尼斯世界紀錄最多觀眾入場的棒球比賽。
2007年起，每年6月份舉行的跳舞電子音樂節（或稱為電子小菊花嘉年華音樂會Electric Daisy Carnival）於此場館舉行，同時亦利用場館周邊的博覽公園Exposition Park舉行，2007年首屆共吸引超級3萬人參加，2008年更售出約55000張門票。
場館委員會於2006年希望與南加大簽署租用場館的長期合約，但由於南加大向州政府要求撥款購置設備而擱置。其後持續協商，南加大曾揚言於2007年底將主場遷往玫瑰碗，最後雙方於2008年5月達成協議並簽署為期25年的租約，南加大將向委員會提供8%的門票收入，平均每年150萬美元，但委員會承諾進行一系列改建工程。2008年6月23日，委員會宣佈公開徵求冠名權贊助，預算每年贊助額達600萬至800萬美元，營運基金可以為日後的改善工程進行集資，更新設施包括大型電視屏幕、浴室、商業營運區域及更衣室

#### 命名权和2028年奥运会
2017年5月28日，联合航空取得该体育场的命名权。根据协议，“纪念体育场”的名称将会在体育馆委员会的要求下保留，并计划于2019年8月更名为“联合航空纪念体育场”。2018年1月29日，体育场正式出售其冠名权。冠名权由出资负责体育场维护的联合航空夺得，2019年8月体育场将正式更名为“联合航空纪念体育场”。
2018年1月8日，南加大宣布将对体育场进行耗资2.7亿美元进行翻修。该计划由南加大出资，并计划于2018年美式橄榄球赛季前结束。因项目包括替换体育场中的每个座位以及增加豪华包厢和俱乐部套房，因此项目完成后，体育场的容量将从约94,000降低至77,500人。
联合航空纪念体育场计划将在2028年洛杉矶奥运会中举办田径项目和开闭幕式。由於國際奧委會禁止用於奧運會的體育場/館使用冠名名稱，聯合航空紀念體育場在奧運會舉辦期間將會暫時更名回「洛杉磯紀念體育場」。

### 未來發展
將洛杉磯紀念體育場提升為現代化的國家美式足球聯盟球場，一直存在激烈爭議。儘管此場館是重要的體育場館古蹟，但目前設施已難以滿足主要職業體育組織駐紮的需求。由於場館設計已經過時，許多現代美式足球場的設施，如球會專席、包廂等都有所缺乏。再者，場館已定為國家歷史地標，意味了任何改建工程都必須與建築物最顯著部分配合。議會一般不贊成撥款興建新場館，認為使用者應該負擔更新場館的成本。國家美式足球聯盟因此提出三個建議，資助翻新洛杉磯紀念體育場、翻新玫瑰碗或選址興建新場館。雖然聯盟於2002年決定資助翻新洛杉磯紀念體育場，但由於休斯頓德克薩斯人反對使聯盟改為資助該隊重建場館。2005年11月10日，聯盟執行長保羅·塔利亞布宣佈與地方官員達成初步協議，國家美式足球聯盟將重返洛杉磯紀念體育場，但沒有交代細節。
洛杉磯時報於2006年5月24日透露了洛杉磯紀念體育場耗資1000萬美元的重建計劃，稱地方政府將額外投入10億美元供日後重建之用。有地方領袖認為雖然市民不支持撥款，不過重建計劃有助吸引新的國家美式足球聯盟球隊進駐，對地方而言有豐厚的投資回報。支持者亦認為計劃有利改善就業機會，改善區內中低收入社群的生活，並且增加提升房地產的價值。然而，美式足球重返洛杉磯的提案仍未明朗，一些反對進駐的行動也同時積極進行，正與洛杉磯紀念體育場委員會商討長遠將場館租予校方營運的南加大，就表明暫時沒打算開放場館給國家美式足球聯盟舉辦賽事。2007年11月，洛杉磯市長威爾瑞喬克在回應南加大計劃撤離洛杉磯紀念體育場問題時，就表示政府要求國家美式足球聯盟重新進駐洛杉磯的政策將會改變，並積極研究其他方案。

## 入場人數紀錄

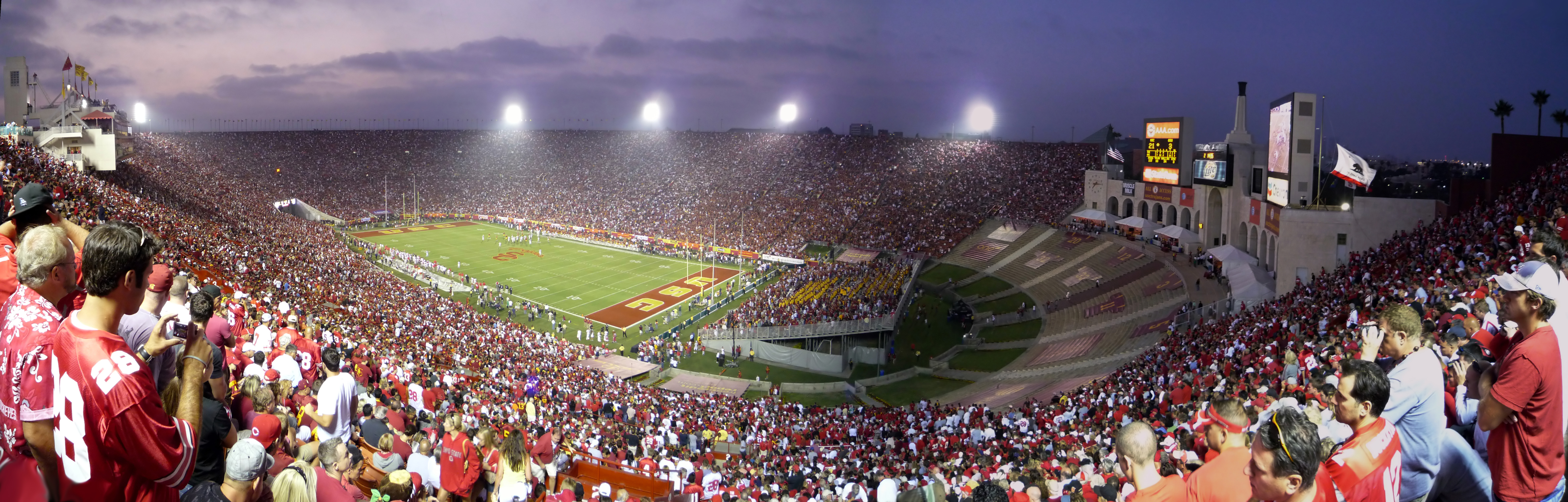
南加大主場作賽均座無虛席

### 美式足球

#### 大學聯賽
《2006 南加大美式足球傳媒手冊》（2006 USC football media guide）及《2006 洛加大美式足球傳媒手冊》 （2006 UCLA football media guide）提供的數據不一，前者列舉的首五場入場觀眾紀錄如下：
1. 104,953 — 南加大 對 聖母院 (1947年)
2. 103,303 — 南加大 對 洛加大 (1939年)
3. 103,000 — 南加大 對 洛加大 (1945年)
4. 102,548 — 南加大 對 洛加大 (1954年)
5. 102,050 — 南加大 對 洛加大 (1947年)

後者就沒有列舉與南加大於1939年的對賽，僅列舉1945年在本場館舉行的次場成績。以下列舉的首三場入場觀眾紀錄如下：
1. 102,548 — 洛加大 對 南加大 (1954年)
2. 102,050 — 洛加大 對 南加大 (1947年)
3. 100,333 — 洛加大 對 南加大 (次場) (1945年)

#### 國家美式足球聯盟
1957年11月10日，洛杉磯公羊與舊金山49人在此場館的賽事創下102,368人入場的國家美式足球聯會紀錄。這個紀錄一直到2005年才被墨西哥城阿茲特克體育場舉行的賽事取代，雖然新紀錄並非在美國本土刷新，但仍視為國家美式足球聯會的最高入場紀錄。
此場館於1967年主辦首屆的AFL-NFL冠軍戰，即日後的超級盃，首屆賽事共吸引61946名觀眾入場。到了1973年的第7屆超級盃，創下90182人的入場紀錄。這個紀錄一直到1977年在玫瑰盃球場舉行的第11屆賽事才被打破。

### 棒球

#### 美國職棒大聯盟
賽季最高入場紀錄是1958年4月18日洛杉磯道奇對三藩市巨人的賽事，共吸引78,672名觀眾入場。表演賽最高入場紀錄，則是1959年5月7日洛杉磯道奇對紐約洋基的賽事，共有93,103名觀眾入場，亦創下了美國職棒大聯盟的最高入場紀錄。此外，1959年世界大賽，道奇三度主場迎戰芝加哥白襪，全部賽事都超過90,000名觀眾入場。
表演賽方面，最高入場紀錄是2008年3月29日舉行的洛杉磯道奇對波士頓紅襪，共有115,300名觀眾入場，成為吉尼斯世界紀錄最多觀眾入場的棒球賽。

## 流行文化
由於場館位置鄰近荷里活，因此幾十年來有超過100部電視廣告及電影曾經於洛杉磯紀念體育場取景。近年，最廣為人知的是百威啤酒在2006年世界盃足球賽及2006年國家美式足球聯會決賽週播放的電視廣告，以電腦動畫的形式呈現洛杉磯紀念體育場的面貌。此外，電視劇集24第二季結局、律政狂鯊07-08季度亦在此場館取景。
克里斯·塔克主演的電影《超級轟天雷》（《Money Talks》）最後一幕的槍戰與爆破場面就在本場館取景。值得一提的是，講述首位參加奧運會的中國運動員劉長春的電影《一個人的奧林匹克》，重現1932年夏季奧林匹克運動會的部分鏡頭於此場館實景拍攝，部分則透過電腦動畫製作。

## 外部連結
- LA Memorial Coliseum的X（前Twitter）（英文）
- L.A. Coliseum.com （页面存档备份，存于） - 官方網站
- Los Angeles Sports Council （页面存档备份，存于）
- USC Trojans.com - L.A. Memorial Coliseum

34°0′50.4″N 118°17′16.2″W / 34.014000°N 118.287833°W